# Sing, Sing, Sing
Pour les articles homonymes, voir Sing Sing, Swing, Swing (danse) et Swing (musique).
Clip vidéo
[vidéo] « Louis Prima - Sing Sing Sing (1936) », sur YouTube
[vidéo] « Benny Goodman - Sing, Sing, Sing - Hollywood Hotel (1937) », sur YouTube
[vidéo] « Benny Goodman - Sing, Sing, Sing, version 12 min - The Famous 1938 Carnegie Hall Jazz Concert », sur YouTube
Sing, Sing, Sing (With a Swing) (Chante, chante, chante (avec un swing), en anglais) est une chanson de big band swing & jazz, de 1936, de Louis Prima (King of the Swingers, le roi des swingers). Sa reprise de 1937 par Benny Goodman en fait un grand standard de jazz, pièce iconique et anthologique du répertoire de big band jazz et de la culture des États-Unis, reprise par de nombreux interprètes dont The Andrews Sisters, Glenn Miller, Fletcher Henderson, The Blues Brothers, ainsi que dans de nombreux films américains et comédies musicales...

## Historique

### Louis Prima
Né à La Nouvelle-Orléans en Louisiane, Louis Prima (1910-1978) auteur-compositeur-interprète et trompettiste de jazz américain, surnommé King of the Swingers (Le Roi des swingers) se produit à partir de 1934 avec son big band « New Orleans Gang » composé de cinq à douze membres.

Louis Prima
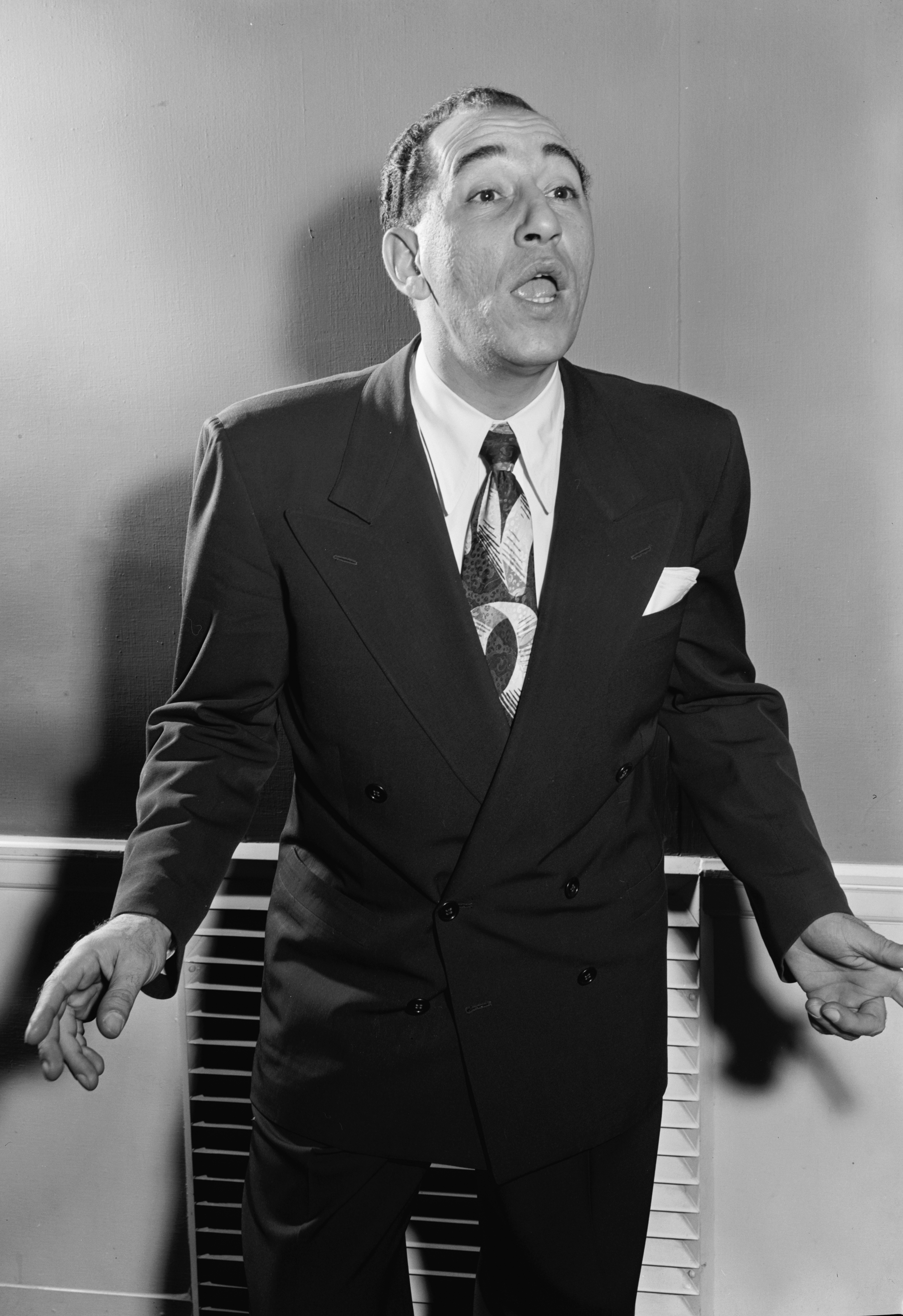
En 1947
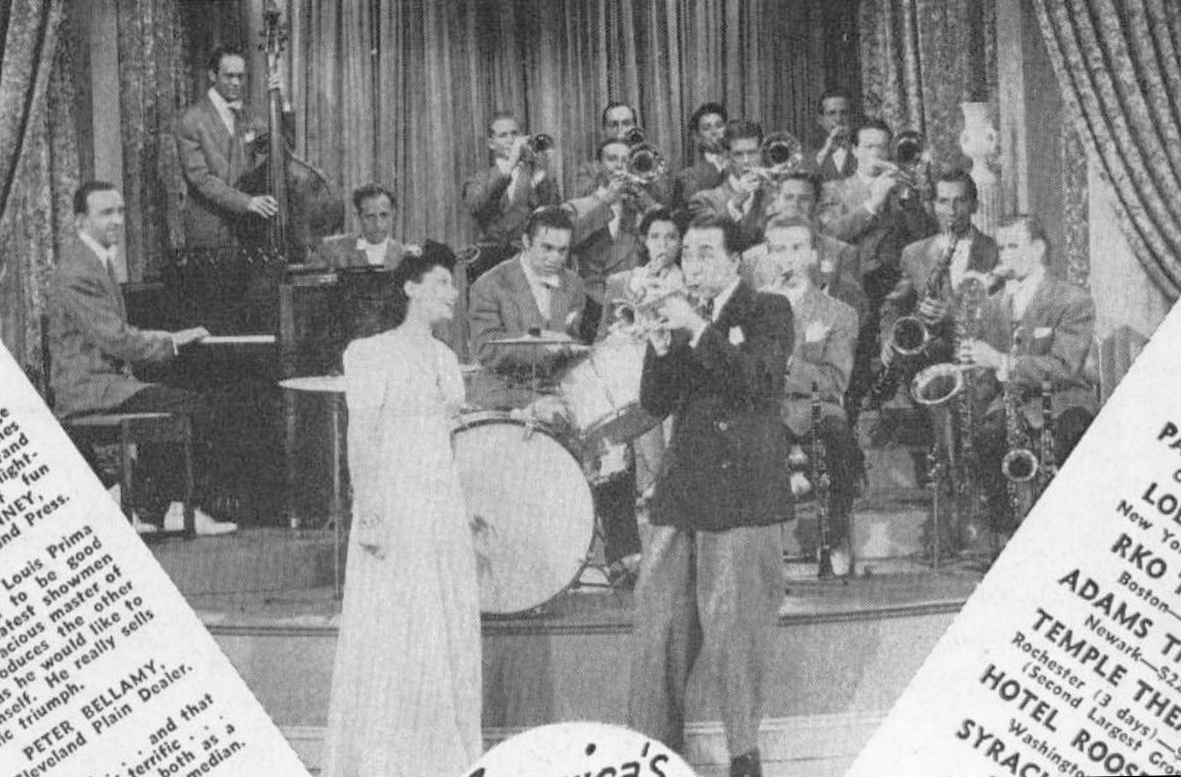
avec son big band jazz

Après avoir composé et enregistré 16 premiers singles avec Brunswick Records, et joué à partir de 1935 au célèbre « New York Famous Door Club », de la 52e Rue de Broadway à Manhattan (connue sous le nom de Swing Street, The street of jazz, la rue du jazz, et The street that never sleeps, la rue qui ne dort jamais, en raison de son importante concentration locale de clubs de jazz entre les années 1930 et les années 1960), il compose ce morceau de swing Sing, Sing, Sing, qu'il enregistre avec succès le 28 février 1936, sous le numéro 7628 de Brunswick, avec Prima (trompette et chant), Larry Altpeter (trompette), Eddie Miller (clarinette-saxophone ténor), Frank Pinero (piano), Garrett McAdams (guitare), Jack Ryan (basse), Joe Catalina (saxophone ténor), et George Pemberty (batterie-tam tam). Sa composition est intitulée à l'origine Sing, Bing, Sing (en), en allusion au célèbre chanteur de jazz vocal américain Bing Crosby.

### Benny Goodman
Le titre est repris et adapté avec succès à Hollywood en 1937 pour le film musical Hollywood Hotel de Busby Berkeley, avec le big band du clarinettiste et chef d'orchestre de jazz américain Benny Goodman (1909-1986). Le titre du film est enregistré en version longue de 8 min et 43 s, sur les 2 faces A et B d'un 78 tours, avec les 14 musiciens de son big band (Benny Goodman (clarinette), Harry James, Chris Griffin et Ziggy Elman (trompette), Hymie Shertzer et George Koenig (saxophone alto), Red Ballard et Murray McEachern (trombone), Gene Krupa (batterie-tam tam), Jimmy Mundy (arrangement)).

Benny Goodman
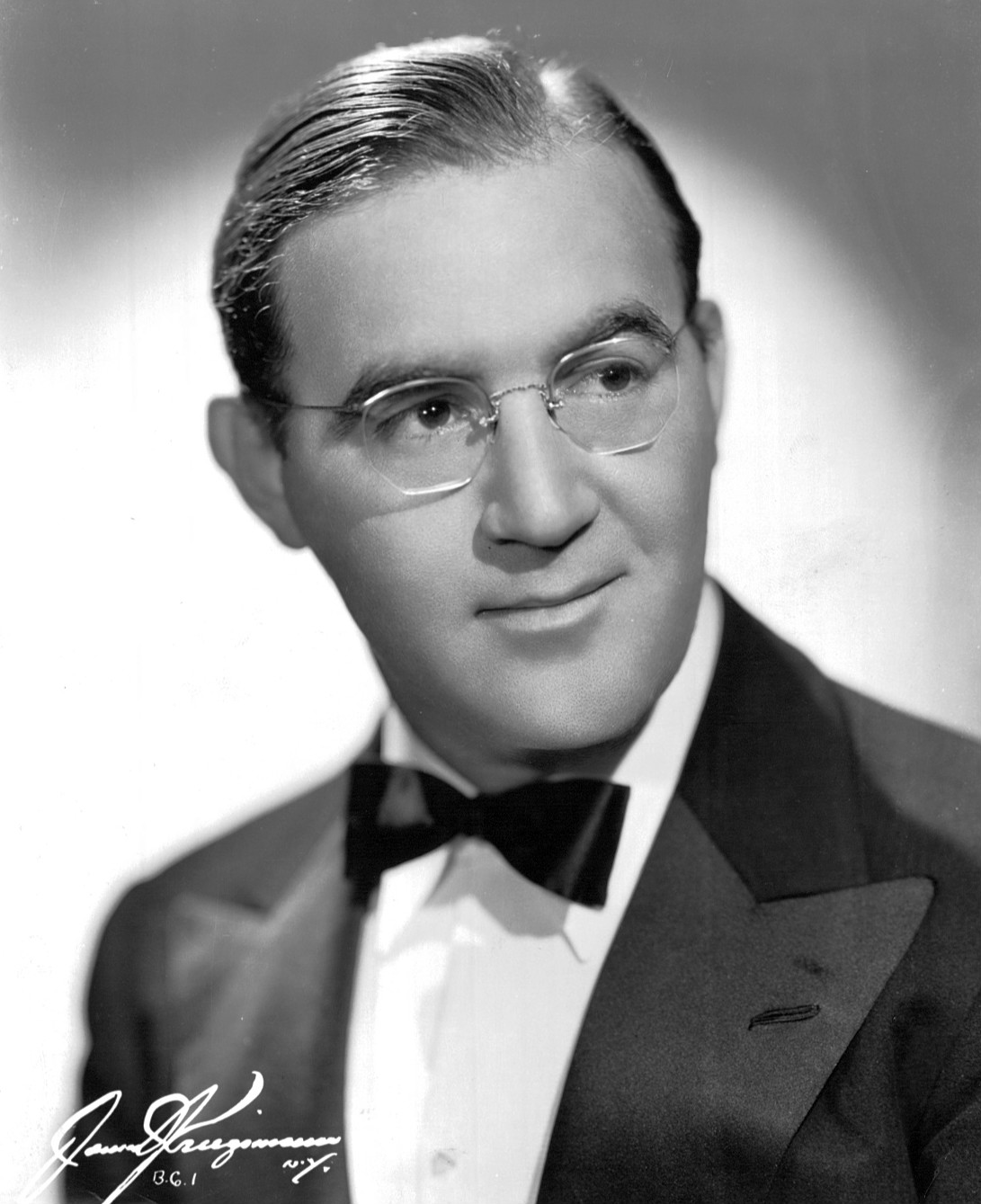
1942
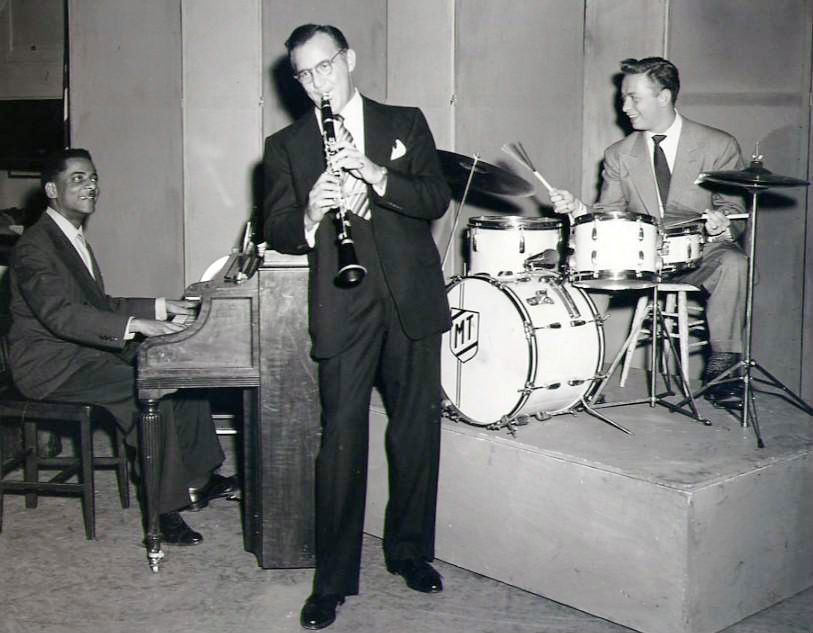
Vers 1940
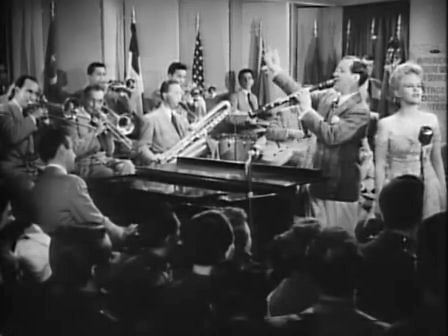
avec son big band
Démonstration de swing hot jazz à un concert
de Benny Goodman
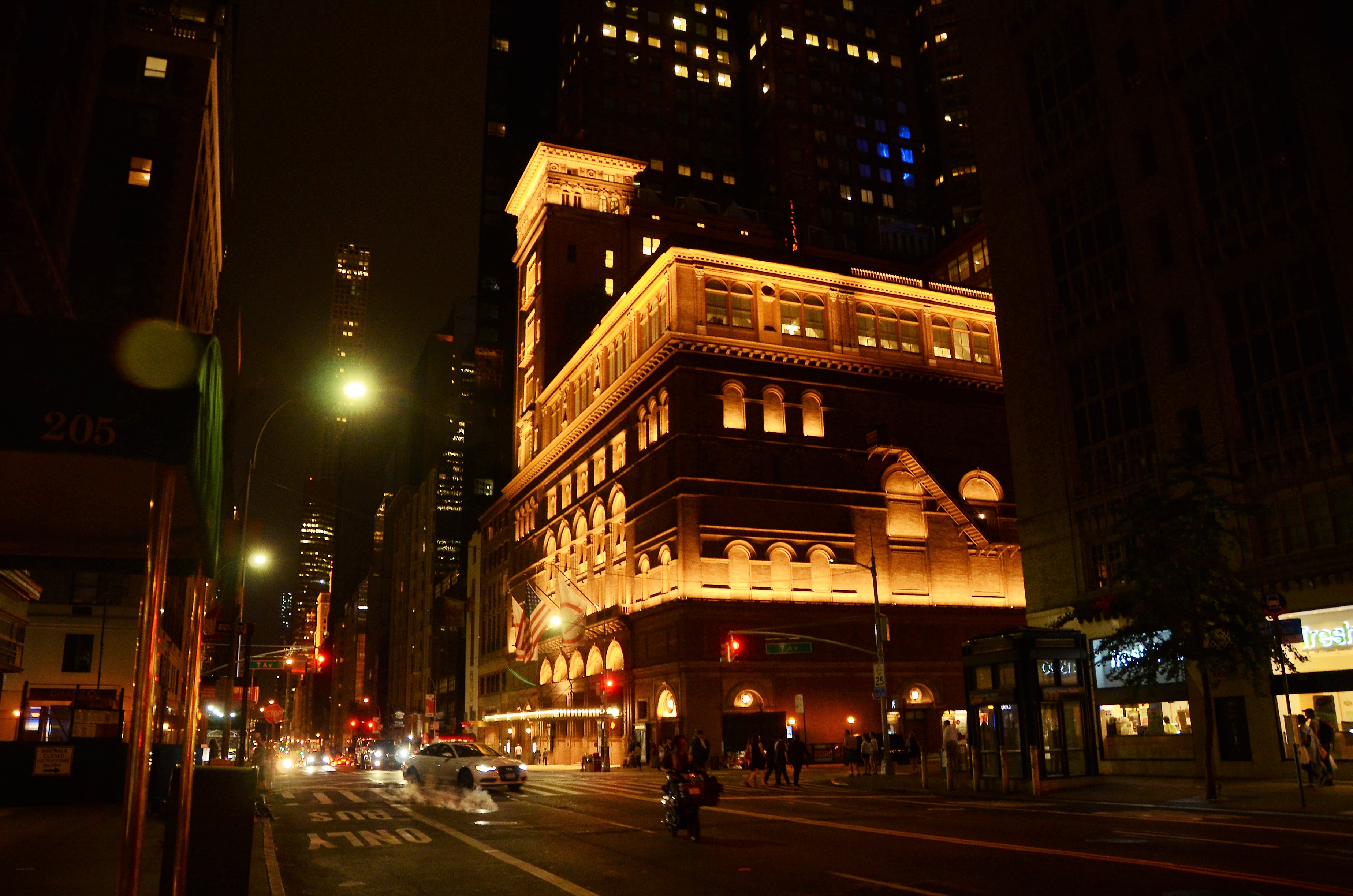
The Famous 1938 Carnegie Hall Jazz Concert

À la suite de l'important succès avec le film précédent de Benny Goodman et de son big band, le titre est repris avec de nombreux autres, avec un triomphe médiatique et radiophonique américain de grande ampleur, lors d'un concert unique de jazz de légende du Carnegie Hall de New York du 16 janvier 1938 (un des premiers concerts de jazz dans ce temple new-yorkais consacré à la musique classique). Diffusé et enregistré en direct par téléphone par CBS, il entre dans la légende des tubes standard de jazz, avec des records de vente de hit-parade de l'album live The Famous 1938 Carnegie Hall Jazz Concert, publié en 1950. Une seconde version de 12 min et 30 s de rappel est réalisée en direct live. Benny Goodman est surnommé à partir de ce concert « The King of Swing » (le Roi du Swing).

## Concerts
- The Famous 1938 Carnegie Hall Jazz Concert

## Musique de film au cinéma
- 1936 : Nick, gentleman détective, de W. S. Van Dyke[3]
- 1937 : Hollywood Hotel, film musical  de Busby Berkeley, interprété par Benny Goodman[2]
- 1955 : Benny Goodman (The Benny Goodman Story), de Valentine Davies
- 1981 : Et tout le monde riait, de Peter Bogdanovich, avec Audrey Hepburn
- 1989 : New York Stories, de Martin Scorsese, Francis Ford Coppola, et Woody Allen
- 1990 : L'Éveil, de Penny Marshall, avec Robert De Niro
- 1993 : Swing Kids, de Thomas Carter[4]
- 1995 : Casino, de Martin Scorsese, avec Robert De Niro et Sharon Stone
- 1997 : Harry dans tous ses états, de Woody Allen
- 1997 : Le Fantôme d'Halloween[5], avec Steve Guttenberg et Kirsten Dunst
- 1999 : La Fille sur le pont, de Patrice Leconte, avec Daniel Auteuil et Vanessa Paradis
- 2002 : Gangs of New York, de Martin Scorsese, avec Leonardo DiCaprio et Cameron Diaz
- 2004 : Harry Potter et le Prisonnier d'Azkaban, d'Alfonso Cuarón
- 2008 : La Copine de mon meilleur ami, de Howard Deutch
- 2008 : Jeux de dupes, de George Clooney
- 2008 : Australia, de Baz Luhrmann, avec Nicole Kidman
- 2009 : Orson Welles et Moi, de Richard Linklater
- 2011 : The Artist, de Michel Hazanavicius, avec Jean Dujardin et Bérénice Bejo
- 2016 : Alliés, de Robert Zemeckis, avec Brad Pitt et Marion Cotillard